# Avril Lavignes diskografi
Avril Lavigne är en kanadensisk sångerska och låtskrivare. Hennes diskografi består av sex studioalbum, två livealbum, två samlingsalbum, åtta EP-skivor och 30 singlar.

## Album

### Studioalbum
| År   | Albumdetaljer                                                                                  | Topplaceringar | Topplaceringar | Topplaceringar | Topplaceringar | Topplaceringar | Topplaceringar | Topplaceringar | Topplaceringar | Topplaceringar | Topplaceringar | Sålda ex.                                                               | Certifikat |
| År   | Albumdetaljer                                                                                  | KAN            | AUS            | ÖST            | TYS            | ITA            | JPN            | NZ             | SCH            | UK             | USA            | Sålda ex.                                                               | Certifikat |
| ---- | ---------------------------------------------------------------------------------------------- | -------------- | -------------- | -------------- | -------------- | -------------- | -------------- | -------------- | -------------- | -------------- | -------------- | ----------------------------------------------------------------------- | --- |
| 2002 | Let Go - Släppt: 4 juni 2002 - Skivbolag: Arista - Format: CD, digital nedladdning             | 1              | 1              | 2              | 2              | 6              | 6              | 1              | 2              | 1              | 2              | - Globalt: 16 000 000 - USA: 6 841 000 - JPN: 1 500 000 - UK: 1 711 088 | - MC: Diamant - ARIA: 7× Platina - BPI: 5× Platina - BVMI: 3× Guld - FIMI: Diamant - IFPI AUT: Platina - IFPI SWI: 2× Platina - RIAA: 6× Platina - RIAJ: Miljon - RMNZ: 5× Platina |
| 2004 | Under My Skin - Släppt: 25 maj 2004 - Skivbolag: Arista, RCA - Format: CD, digital nedladdning | 1              | 1              | 1              | 1              | 3              | 1              | 7              | 2              | 1              | 1              | - Globalt: 10 000 000 - USA: 3 144 000 - JPN: 924 000                   | - MC: 5× Platina - ARIA: Platina - BPI: 2× Platina - BVMI: Guld - FIMI: 3× Platina - IFPI AUT: Platina - IFPI SWI: Platina - RIAA: 3× Platina - RIAJ: Miljon - RMNZ: Guld          |
| 2007 | The Best Damn Thing - Släppt: 17 april 2007 - Skivbolag: RCA - Format: CD, digital nedladdning | 1              | 2              | 1              | 1              | 1              | 1              | 2              | 2              | 1              | 1              | - Globalt: 6 000 000 - USA: 1 715 000 - JPN: 848 000 - UK: 452 672      | - MC: 2× Platina - ARIA: 2× Platina - BPI: Platina - BVMI: Guld - FIMI: 2× Platina - IFPI AUT: Platina - IFPI SWI: Platina - RIAA: Platina - RIAJ: Miljon - RMNZ: Guld             |
| 2011 | Goodbye Lullaby - Släppt: 2 mars 2011 - Skivbolag: RCA - Format: CD, digital nedladdning       | 2              | 1              | 3              | 4              | 5              | 2              | 7              | 2              | 9              | 4              | - Globalt: 1 300 000 - USA: 368 000 - JPN: 410 000                      | - ARIA: Guld - BPI: Silver - FIMI: Guld - RIAJ: Platina |
| 2013 | Avril Lavigne - Släppt: 1 november 2013 - Skivbolag: Epic - Format: CD, digital nedladdning    | 4              | 7              | 9              | 15             | 8              | 2              | 8              | 8              | 14             | 5              | - Globalt: 650 000 - JPN: 180 000                                       | - MC: Guld - RIAJ: Guld |
| 2019 | Head Above Water - Släppt: 15 februari 2019 - Skivbolag: BMG - Format: CD, digital nedladdning | 5              | 9              | 2              | 3              | 6              | 7              | 21             | 4              | 10             | 13             |                                                                         | |

### Livealbum
- 2003 - My World
- 2010 - Live in Seoul

### Samlingsalbum
- 2010 - 12" Masters: The Essential Mixes
- 2013 - The Collection: China Special Edition

## EP-skivor
- 2003 - The Angus Drive
- 2003 - My World EP
- 2003 - Avril Live: Try to Shut Me Up
- 2004 - Avril Live Acoustic
- 2007 - Walmart Soundcheck
- 2007 - Nissan Live Sets on Yahoo! Music
- 2008 - MTV.com Live: Avril Lavigne
- 2008 - Control Room: Live

## Singlar
| År                                                                                     | Titel                           | Topplaceringar | Topplaceringar | Topplaceringar | Topplaceringar | Topplaceringar | Topplaceringar | Topplaceringar | Topplaceringar | Topplaceringar | Topplaceringar | Certifikat | Album               |
| År                                                                                     | Titel                           | KAN            | AUS            | ÖST            | TYS            | ITA            | JPN            | NZ             | SCH            | UK             | USA            | Certifikat | Album               |
| -------------------------------------------------------------------------------------- | ------------------------------- | -------------- | -------------- | -------------- | -------------- | -------------- | -------------- | -------------- | -------------- | -------------- | -------------- | --- | ------------------- |
| 2002                                                                                   | "Complicated"                   | 21             | 1              | 2              | 3              | 2              | —              | 1              | 2              | 3              | 2              | - ARIA: 2× Platina - BPI: Silver - IFPI AUT: Guld - IFPI SWI: Guld - RIAJ: Guld - RMNZ: Platina                         | Let Go              |
| 2002                                                                                   | "Sk8er Boi"                     | 29             | 3              | 7              | 18             | 8              | —              | 2              | 17             | 8              | 10             | - ARIA: Platina - BPI: Silver - RIAA: Guld - RMNZ: Platina                                                              | Let Go              |
| 2002                                                                                   | "I'm with You"                  | 18             | —              | 13             | 13             | 5              | —              | 5              | 12             | 7              | 4              | - RIAA: Guld - RMNZ: Guld                                                                                               | Let Go              |
| 2003                                                                                   | "Losing Grip"                   | —              | 20             | 40             | 43             | —              | —              | —              | 49             | 22             | 64             | - RIAA: Guld | Let Go              |
| 2003                                                                                   | "Mobile"                        | —              | —              | —              | —              | —              | —              | 26             | —              | —              | —              | | Let Go              |
| 2004                                                                                   | "Don't Tell Me"                 | 5              | 10             | 12             | 10             | 4              | 35             | 15             | 9              | 5              | 22             | - ARIA: Guld - RIAA: Guld                                                                                               | Under My Skin       |
| 2004                                                                                   | "Take Me Away"                  | —              | —              | —              | —              | —              | —              | —              | —              | —              | —              | | Under My Skin       |
| 2004                                                                                   | "I Always Get What I Want"      | —              | —              | —              | —              | —              | —              | —              | —              | —              | —              | | Under My Skin       |
| 2004                                                                                   | "My Happy Ending"               | 11             | 6              | 8              | 17             | 7              | 76             | —              | 23             | 5              | 9              | - ARIA: Guld - RIAA: Platina                                                                                            | Under My Skin       |
| 2004                                                                                   | "Nobody's Home"                 | —              | 24             | 20             | 29             | —              | 128            | —              | 35             | 24             | 41             | - RIAA: Guld | Under My Skin       |
| 2005                                                                                   | "He Wasn't"                     | —              | 25             | 35             | 29             | —              | —              | 38             | 43             | 23             | —              | | Under My Skin       |
| 2005                                                                                   | "Fall to Pieces"                | —              | —              | —              | —              | —              | —              | —              | —              | —              | —              | | Under My Skin       |
| 2006                                                                                   | "Keep Holding On"               | 14             | —              | —              | —              | —              | —              | —              | —              | 175            | 17             | - MC: Platina - RIAA: Platina                                                                                           | Eragon              |
| 2007                                                                                   | "Girlfriend"                    | 1              | 1              | 1              | 3              | 1              | 27             | 1              | 3              | 2              | 1              | - MC: 2× Platina - ARIA: 4× Platina - BPI: Silver - IFPI AUT: Guld - RIAA: 2× Platina - RIAJ: Miljon - RMNZ: 2× Platina | The Best Damn Thing |
| 2007                                                                                   | "When You're Gone"              | 8              | 4              | 10             | 17             | 4              | 83             | 26             | 14             | 3              | 24             | - MC: Guld - ARIA: Platina - BPI: Silver - RIAA: Guld - RIAJ: Guld                                                      | The Best Damn Thing |
| 2007                                                                                   | "Hot"                           | 10             | 14             | 17             | 26             | —              | 91             | 30             | 61             | 30             | 95             | - ARIA: Guld | The Best Damn Thing |
| 2008                                                                                   | "The Best Damn Thing"           | 76             | —              | 51             | 64             | —              | —              | —              | —              | —              | —              | | The Best Damn Thing |
| 2010                                                                                   | "Alice"                         | 51             | 39             | 19             | 27             | —              | —              | —              | 73             | 59             | 71             | - RIAJ: Guld | Almost Alice        |
| 2011                                                                                   | "What the Hell"                 | 8              | 6              | 20             | 21             | 15             | 15             | 5              | 18             | 16             | 11             | - ARIA: 2× Platina - FIMI: Guld - RIAJ: 2× Platina - RMNZ: Guld                                                         | Goodbye Lullaby     |
| 2011                                                                                   | "Smile"                         | 59             | 25             | 37             | 40             | —              | —              | 30             | —              | 189            | 68             | - ARIA: Platina - RIAA: Guld                                                                                            | Goodbye Lullaby     |
| 2011                                                                                   | "Wish You Were Here"            | 64             | —              | —              | —              | —              | —              | —              | —              | —              | 65             | | Goodbye Lullaby     |
| 2013                                                                                   | "Here's to Never Growing Up"    | 17             | 15             | 49             | 60             | 19             | —              | 24             | —              | 14             | 20             | - MC: Platina - ARIA: Platina - RIAA: Platina                                                                           | Avril Lavigne       |
| 2013                                                                                   | "Rock n Roll"                   | 37             | 45             | —              | —              | 47             | 48             | —              | —              | 68             | 91             | - RIAJ: Guld | Avril Lavigne       |
| 2013                                                                                   | "Let Me Go" (med Chad Kroeger)  | 12             | 77             | 32             | 63             | —              | —              | —              | 63             | 66             | 78             | - MC: Guld | Avril Lavigne       |
| 2014                                                                                   | "Hello Kitty"                   | —              | —              | —              | —              | —              | —              | —              | —              | —              | 75             | | Avril Lavigne       |
| 2015                                                                                   | "Fly"                           | 92             | —              | —              | —              | —              | —              | —              | —              | —              | —              | | Inget album         |
| 2018                                                                                   | "Head Above Water"              | 37             | 75             | 30             | 69             | 97             | 42             | —              | 36             | 84             | 64             | | Head Above Water    |
| 2018                                                                                   | "Tell Me It's Over"             | —              | —              | —              | —              | —              | —              | —              | —              | —              | —              | | Head Above Water    |
| 2019                                                                                   | "Dumb Blonde" (med Nicki Minaj) | 92             | —              | —              | —              | —              | —              | —              | —              | —              | —              | | Head Above Water    |
| 2019                                                                                   | "I Fell in Love with the Devil" | —              | —              | —              | —              | —              | —              | —              | —              | —              | —              | | Head Above Water    |
| "—" betecknar en singel som inte utgavs i det landet eller som inte gick in på listan. |                                 |                |                |                |                |                |                |                |                |                |                | |                     |